# Nicole Dambro
Nicole Dambro (ur. 4 listopada 1986) – amerykańska aktorka i tancerka.

## Życiorys
Urodziła i wychowywała się na Florydzie. Absolwentka uczelni wyższej University of Florida.
Zajmuje się aktorstwem oraz tańcem. Opracowała choreografię zaprezentowaną przez uczestników finałowego odcinka talent show I Want to Be an NBA Dancer; w programie gościnnie pełniła funkcję jurorki. W branży rozrywkowej debiutowała w 2012 roku rolą Nicole w romansie filmowym Citrus Soulmates. Po serii występów w filmach krótkometrażowych zagrała Iris w serialowym thrillerze Con (2015−2016). Glenn Douglas Packard obsadził Dambro w horrorze Widły, który premierę odnotował jesienią 2016. Wcielała się w postać C.J. w serialu komediowym Bros (2016). W 2017 pojawiła się gościnnie w programie telewizji Lifetime Movie Network My Crazy Ex. Była jedną z producentem dramatu Alone in the Dead of Night (2016), w którym wystąpiła jako Gwen. Występowała w teledyskach artystów muzycznych.
Od 2013 roku mieszka w Los Angeles.